# Disseny editorial

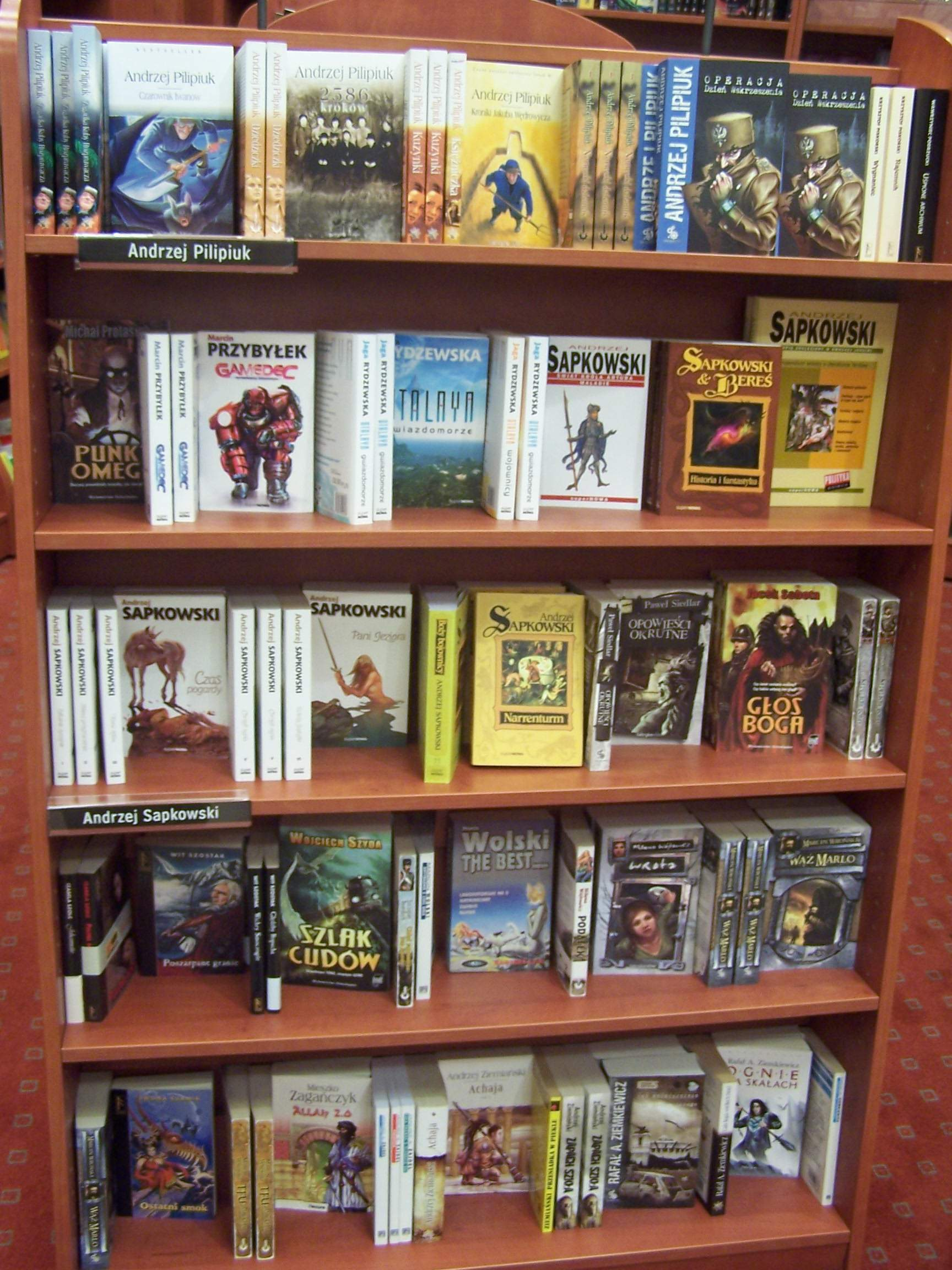
El professional ha de tenir en compte l'impacte i innovació dels dissenys de tapes de llibres, donant-li importància a la síntesi semàntica perquè dins d'una gran gamma de productes la seva creació ressalti en qüestió de segons.

El Disseny editorial és la branca del disseny que s'ocupa del disseny dels llibres, revistes, diaris i publicacions. Ha de modelar d'acord amb el mercat i al que es vol comunicar, no és el mateix lliurar una revista especialitzada per a nens que a un adult, el qual vol llegir el seu diari o una revista de temes polítics. El contingut defineix el disseny a realitzar i el seu enfocament defineix tot un complex sistema de tendències de disseny com ara l'estil gràfic informatiu, entre moltes altres.

## El procés de creació
Abans de realitzar un treball de disseny editorial s'han de seguir un ordre de regles per a l'execució del treball, i aquestes poden ser:
1. Definir el tema (que és el que es vol comunicar)
2. Definir l'objectiu de comunicació del disseny a realitzar.
3. Conèixer el contingut (en cas de publicacions especialitzades)
4. Quins són els elements més adequats.
5. Fer un procés d'esborrany (petits dibuixos que portin a definir un bon concepte, tant de composició com del desenvolupament del tema i de la seva possible evolució).
6. Realitzar una retícula, ja que per exemple en la creació d'una revista o un altre imprès que contingui diverses pàgines, aquestes han de tenir una homogeneïtat.

## Elements utilitzats en el Disseny Editorial
- Text: Es poden trobar titulars, subtítols, blocs de text, peu de foto i eslògan.
- Titulars: Nomenen cada article o tema a tractar, són els més importants dins de cada composició
- Peu de foto: És un text que apareix al marge inferior d'una imatge, sovint sobre imposat a ella, aportant informació addicional sobre aquesta.
- Cossos de text: Són els considerats l'ànima de tota publicació perquè en ells rau tota la informació de cada article, aquests blocs de text hauran de fer-se més llegibles, clars i sense càrrega de saturació ni caos.

## Seccions i parts d'una publicació
- Una revista: Portada, Contraportada, Editorial, índex, Sumari, Articles, Textos, Fotos, Imatges, Anuncis publicitaris.
- Un llibre:
  - Portada o 1a de Coberta: Porta la informació primordial del llibre, el títol del llibre, el nom de l'autor i l'editorial.
  - 2a i 3a de coberta: es corresponen amb les contres de la portada i contraportada del llibre.
  - Contraportada o 4a de Coberta: Porta una petita ressenya del llibre o l'autor, també algunes de les seves obres.
  - Full de Presentació o portadella: Porta la mateixa informació de la portada del llibre.
  - Pròleg: Introducció al contingut del llibre, aportació o acotació d'un altre autor a l'obra.
  - Índex: Contingut del llibre.
  - La sobrecoberta: Protegeix el llibre, li dona més qualitat a la publicació.
  - Llom: És on s'uneixen tots els fulls amb les pastes.

Els dissenyadors no només s'ocupen de l'exterior de les obres sinó que procuren organitzar textos, titulars i imatges i més assignar tipografies que permetin una legilidad i una lecturabilitat eficients.

## Programes de maquetació
- Adobe InDesign
- QuarkXPress
- Scribus
- Macromedia Freehand
- PageMaker